# Palura albicinctalis
Palura albicinctalis är en fjärilsart som beskrevs av Walker 1865. Palura albicinctalis ingår i släktet Palura och familjen nattflyn. Inga underarter finns listade i Catalogue of Life.